# Le justicier braque les dealers
Série Un justicier dans la ville
Le Justicier de New York
(1985) Le Justicier : L'Ultime Combat
(1994)
Pour plus de détails, voir Fiche technique et Distribution.
Le justicier braque les dealers (Death Wish 4: The Crackdown) est un film américain réalisé par J. Lee Thompson et sorti en 1987. Il s'agit du quatrième volet de la série de films Un justicier dans la ville.
Charles Bronson y incarne à nouveau Paul Kersey. Celui-ci a repris le cours de sa vie comme architecte à Los Angeles. Il a retrouvé l'amour auprès de la journaliste Karen Sheldon et la fille de celle-ci, Erica. Mais Paul ignore qu'Erica est une droguée. La jeune femme finit par succomber à une overdose. Se rendant sur les lieux où Erica achetait sa drogue, Kersey réussit à tuer le dealer concerné. Il est ensuite contacté par Nathan White, un riche homme d'affaires ayant vécu une expérience identique, qui lui fait part de son souhait de mettre hors d'état de nuire les agissements des cartels de la drogue sévissant à Los Angeles, et d'empêcher par la même occasion la mort de nombreux autres jeunes drogués. Pour cela, il lui propose de lui fournir tout le matériel dont il a besoin pour parvenir à ses fins et lui remet tous les dossiers sur les revendeurs de drogues et leur chefs. Paul accepte et se met tout de suite au travail pour une nouvelle croisade expéditive et une guerre des gangs jonchée de cadavres.

## Synopsis
De retour à Los Angeles après avoir nettoyé tout un quartier New York à coups de lourdes armes à feu, Paul a repris ses activités d'architecte. Il reste manifestement traumatisé par son ancienne vie de justicier et son passé violent. Paul est cependant à nouveau heureux en amour et vit désormais depuis deux ans avec Karen Sheldon et la fille de cette dernière, Erica. Les deux femmes remplissent le profond vide laissé par sa femme et sa fille, toutes deux tuées par le passé.
Paul apprécie beaucoup l'adolescente qui vient souvent lui rendre visite dans son cabinet mais ne sait pas qu'elle cache une addiction à la cocaïne et autres drogues. Lors d'une soirée dans une salle d'arcade avec son petit ami, Randy, Erica meurt d'une overdose de crack après avoir accepté une dose de Jojo Ross, son dealer. Manifestement pas à l'aise pour soutenir sa compagne qui vient de perdre sa fille, Paul préfère la nuit suivante suivre Randy qu'il pense être responsable de la mort de la jeune fille. Randy menace Jojo de le dénoncer à la police. Paniqué, le dealer le tue avant que Paul n'intervienne et ne le tue à son tour sans scrupules. Le Justicier est donc de retour!
À son domicile, Paul reçoit un colis et un coup de téléphone d'un homme qui dit savoir qu'il est « Le Justicier » (the vigilante en VO). Paul n'a d'autre choix que de monter dans une voiture pour éviter que son secret ne s'ébruite. Conduit dans un manoir, il rencontre Nathan White, un riche éditeur de journaux. Le riche homme lui explique vouloir mettre un terme au trafic de drogues à Los Angeles. Il ajoute que, tout comme Paul, sa fille est morte d'une overdose. White souhaite que Paul élimine les deux cartels de la ville : l'un commandé par Ed Zacharias et l'autre par les frères Jack et Tony Romero. De leur côté, les inspecteurs Sid Reiner et Phil Nozaki tentent de résoudre le mystère des morts de Randy et de Jojo.
White équipe Paul avec un armement dernier cri. Paul profite ensuite d'une fête organisé par Zacharias pour le placer sur écoute. Les jours suivants, Paul massacre de nombreux hommes de mains de Zacharias (notamment en faisant exploser un restaurant) et le tueur à gage des Romero. Personne ne peut arrêter cette machine à tuer, motivée par la vengeance. Après avoir fait exploser le laboratoire de drogue de Zacharias situé dans une usine de poissons, Paul est néanmoins interpellé par Phil Nozaki. Celui-ci a remonté sa piste et s'avère être un policier acquis à la cause du mafieux. Lorsque Nozaki lui demande pour qui il travaille, Paul le tue puis se débarrasse du corps. Paul organise ensuite un guet-apens où les deux cartels finissent par s'entretuer. Zacharias tente de s'enfuir et Paul le tue. Paul est alors parvenu à stopper la majorité du trafic de drogue de la ville.
White l'invite alors pour célébrer leur victoire mais au moment où Paul monte dans la limousine qui doit l'emmener au manoir, le serviteur de White l'enferme et s'enfuit. Paul réussit à sortir avant que la voiture n'explose et se rend dans la propriété de White sans réfléchir. Là-bas, il trouve un vieil homme qui lui dit être Nathan White, de retour d'Europe. Paul comprend que son employeur est en réalité un troisième baron de la drogue qui l'a utilisé pour tuer ses rivaux. Paul est ensuite arrêté par deux policiers. Dans la voiture, il comprend qu'il s'agit d'hommes de main du baron et réussit à s'enfuir en provoquant un accident.
Comprenant que Paul est toujours en vie, le faux Nathan White kidnappe Karen. Paul retourne à son appartement et y trouve Sid Reiner qui souhaite venger la mort de son camarade. Paul tente de lui expliquer que son ami était un ripou et que c'était normal de le tuer. Faute de succès, il assomme l'inspecteur. Armé d'un fusil d'assaut avec un lance-grenade, Paul se rend ensuite au lieu indiqué par le baron. Le justicier massacre sans pitié les bandits et poursuit le faux Nathan White jusqu'à une piste de roller puis sur une place en plein Los Angeles, étonnamment vide. Karen tente de s'enfuir mais le baron lui tire dessus, la tuant sur le coup. Il essaye alors de se dédouaner en rejetant la mort de la jeune femme sur Paul. Kersey, ivre de violence et choqué par la mort de sa femme, la venge en faisant exploser le faux Nathan White avec un lance-grenades M203. Reiner arrive sur les lieux, le met en joue et lui demande de se rendre. Paul, de nouveau sans émotion après avoir tué au moins 10 personnes, lui répond « Faites ce que vous avez à faire ». Reiner, incapable de tirer, le laisse partir.

## Fiche technique
- Titre français : Le justicier braque les dealers
- Titre original : Death Wish 4: The Crackdown
- Réalisation : J. Lee Thompson
- Scénario : Gail Morgan Hickman, avec la participation non créditée de Vincent Lattanzio, d'après les personnages créés par Brian Garfield
- Musique : Valentine McCallum, John Bisharat et Paul McCallum
- Photographie : Gideon Porath
- Montage : Peter Lee Thompson
- Production : Pancho Kohner
- Société de production et de distribution : Cannon Group
- Pays de production :  États-Unis
- Langue originale : anglais
- Format : Couleur - Mono - 35 mm - 1.85:1
- Genre : action, policier, auto-défense
- Durée : 96 minutes
- Budget : 5 000 000 de dollars[3]
- Dates de sortie :
  - États-Unis : 6 novembre 1987
  - France : 23 mars 1988
- interdit aux moins de 18 ans lors de sa sortie en France.

## Distribution
- Charles Bronson (VF : Edmond Bernard) : Paul Kersey
- Kay Lenz (VF : Lucie Jeanneret) : Karen Sheldon
- John P. Ryan (VF : Roland Ménard) : Nathan White
- Perry Lopez (VF : Michel Bardinet) : Ed Zacharias
- George Dickerson (VF : Jacques Deschamps) : l'inspecteur Reiner
- Danny Trejo (VF : Mostéfa Stiti) : Art Sanella
- Soon-Tek Oh (VF : Vincent Violette) : l'inspecteur Phil Nozaki
- Gerald Castillo (VF : Yves Barsacq) : le lieutenant Higuera
- Mike Moroff : Jack Romero
- Peter Sherayko (VF : Hervé Jolly) : Nick Franco
- Dan Ferro : Tony Romero
- Dana Barron : Erica Sheldon
- Jesse Dabson (VF : Franck Baugin) : Randy Viscovich
- Tim Russ : Jesse
- David Fonteno (VF : Pierre Saintons) : Frank Bauggs
- Héctor Mercado : JoJo Ross
- Connie Hair (VF : Marie-Laure Beneston) : Angie
- Richard Aherne : le véritable Nathan White

## Bande originale
Bandes originales de Un justicier dans la ville
Le Justicier de New York
(1986) Le Justicier : L'Ultime Combat
(1994)
La musique du film est composée par Valentine McCallum. La bande originale, commercialisée en 1995, regroupe des compositions d'autres films comme Le Justicier de minuit, La Loi de Murphy, Les vrais durs ne dansent pas, Hospital Massacre et Escape from the Bronx.
Liste des titres
1. Main title (03:15)
tiré de Le justicier braque les dealers
2. Envelope/Karen's theme/Kersey stalking White (04:53)
tiré de Le justicier braque les dealers
3. Photo theme/Rape/Ice pick (05:34)
tiré de Le justicier braque les dealers
4. End Credits (03:59)
tiré de Le justicier braque les dealers
5. Prologue/Cat & mouse/The Phone call/Stuck at the lake/Alibi/Blood-red/Closing credits (12:02)
tiré de Le Justicier de minuit
6. Murphy's morning (main title) (02:44)
tiré de La Loi de Murphy
7. Murder in the park/Joan's theme/Up the stairs (05:02)
tiré de La Loi de Murphy
8. Arabella's theme (end title) (04:19)
tiré de La Loi de Murphy
9. Main title/Nervous disturbance (05:10)
tiré de Les vrais durs ne dansent pas
10. Bloody jacket/Thousand locusts (06:39)
tiré de Les vrais durs ne dansent pas
11. Land of hope and glory (02:58)
tiré de Les vrais durs ne dansent pas
12. Infinity city (08:28)
tiré de Les vrais durs ne dansent pas
13. Symphonic suite (13:44)
tiré de X-Ray (a.k.a. Hospital Massacre)

## Accueil

### Box office
- États-Unis : 6 880 310 dollars[6]
- France : 174 369 entrées[3]

## Saga du justicier
- 1974 : Un justicier dans la ville (Death Wish) de Michael Winner
- 1982 : Un justicier dans la ville 2 (Death Wish 2) de Michael Winner
- 1985 : Le Justicier de New York (Death Wish 3) de Michael Winner
- 1987 : Le justicier braque les dealers (Death Wish 4: The Crackdown) de J. Lee Thompson
- 1994 : Le Justicier : L'Ultime Combat (Death Wish V: The Face of Death) d'Allan A. Goldstein
- 2018 : Death Wish d'Eli Roth

## DVD
Le film est sorti à plusieurs reprises en France en DVD Keep Case Zoné 2 Pal chez trois éditeurs trois années de suite :
- Le 6 septembre 2005 chez MGM Home Entertainment au ratio 1.85:1 panoramique 16/9 avec audio Français, Anglais, Allemand, Italien et Espagnol 2.0 mono stéréo. Les sous-titres Français, Anglais, Allemands, Italiens, Espagnols, Néerlandais, Suédois, Finlandais, Norvégiens, Danois et Grecques sont présents. Pas de bonus vidéos inclus [7].

- Le 8 mars 2006 chez Gaumont Columbia Tri Star Home Vidéo avec les mêmes caractéristiques techniques [8].

- Le 20 juin 2007 chez Fox Pathé Europa toujours avec les mêmes caractéristiques que les deux précédentes éditions [9].

## Anecdotes
- Sixième collaboration entre J. Lee Thompson et Charles Bronson, après Monsieur St. Ives, Le Bison blanc, Cabo Blanco, Le Justicier de minuit, L'Enfer de la violence et La Loi de Murphy. Ils se retrouveront peu après pour Le Messager de la mort et Kinjite, sujets tabous, les deux derniers films du cinéaste.
- Charles Bronson et Perry Lopez se retrouveront deux ans plus tard dans Kinjite, sujets tabous du même réalisateur.